# 二神勝利
二神 勝利（ふたがみ かつとし、1945年1月2日 - 2021年6月18日）は、日本の経営者。大王製紙社長、会長を務めた。

## 経歴
愛媛県出身。1967年に愛媛大学工学部機械工学科を卒業し、同年に大王製紙に入社。1990年6月に取締役に就任し、1995年6月に常務、2000年6月に専務を経て、2001年6月に社長に就任。2007年6月に会長に就任。
2021年6月18日に死去。76歳没。